# Иоиль (Вязьмитин)
Епископ Иоиль (Вязьмитин или Вязьмитянин; ?, Вязьма — 17 (28) июня 1712, Новгород) — епископ Русской православной церкви, епископ Ладожский, викарий Новгородской епархии.

## Биография
Родился в Вязьме. Происходил из семьи духовного звания.
Женившись, он вскоре, по склонности к уединенной жизни, оставляет супругу и уходит, где не ранее 1679 года пострижен в монашество. Здесь же посвящён во иеромонаха и назначен казначеем.
В начале мая 1693 года, после «трясовичной болезни» (лихорадки), стал насельником Макариевского Унженского монастыря.
Из монастыря был вызван в Новгород митрополитом Иовом и стал его духовником.
С разрешения митрополита Иова Иоиль в 1697 году отправился в странствие по северу России. В том же году положил начало Рабежской мужской пустыни в честь святой Живоначальной Троицы (в Валдайском уезде). В 1700 году построил в основанной им пустыни церковь.
Вскоре снова был вызван митрополитом Иовом в Новгород и в 1700 году возведён в сан архимандрита Ефремовского Новоторжского Борисоглебского монастыря.
В 1701 году переведен в Новгородский Антониев монастырь, избирается духовником митрополита Иова.
В 1707 году назначен викарием митрополита Новгородского для помощи ему в посвящении ставленников. Был первым иерархом Русской церкви, кто был в документах того времени назван викарием. До него Пётр I позволил митрополиту Варлааму (Ясинскому) «для слабости здоровья» избрать себе коадъютора (помощника). Впрочем, и епископ Иоиль также был назван коадъютором.
Архимандрит Иоиль был известный своим благочестием и подвижнической жизнью, однако к тому времени был уже в преклонных годах.
18 января 1708 года хиротонисан во епископа Ладожского, викария Новгородской епархии. Епископскую хиротонию возглавил местоблюститель Патриаршего престола митрополит Стефан (Яворский).
Став епископом, продолжал управлять Новгородском Антониевым монастырём. В нём же и жил.
Имеющиеся в литературе сообщения о том, что Иоиль был «потом переименован Корельским и Ладожским», не соответствуют действительности.
Несмотря на преклонный возраст, он деятельно помогал митрополиту Иову, который часто болел, в управлении митрополией. Известно, что в его ведении было рукоположение во диаконы и священники и другие так называемые «ставленнические дела».
Предчувствуя свою кончину, составил духовное завещание, в котором вверял своё детище, Рабежскую пустынь, попечению архимандрита Аарона (Еропкина).
Скончался 17 июня 1712 года в Новгороде во втором часу. Погребён митрополитом Иовом в притворе соборной церкви Антониева монастыря.